# کائمفارول ۷-او-گلوکوزید
کائمفارول ۷-او-گلوکوزید (به انگلیسی: Kaempferol 7-O-glucoside) یک ترکیب شیمیایی با شناسه پاب‌کم ۱۰۰۹۵۱۸۰ است. 